# 艾興瓦爾德格拉本河
49°23′34″N 11°02′09″E / 49.392898°N 11.035948°E
艾興瓦爾德格拉本河是德國的河流，位於該國東南部，由巴伐利亞負責管轄，屬於雷德尼茨河的支流，河道全長7.6公里，流經紐倫堡。